# 122-мм гаубица Д-30
122-мм гаубица Д-30 (Индекс ГРАУ — 2А18) — советская буксируемая 122-мм гаубица, принятая на вооружение ВС Союза ССР 12 мая 1960 года.
В 1978 году была модифицирована и состоит на текущий момент на вооружении многих государств под названием Д-30А . Индекс ГРАУ — 2А18М. Д- индекс  присвоенный заводу N9 Правительством СССР ещё в 30-Х гг.

## История создания
Идея трёхстанинного лафета была впервые использована на английской противотанковой пушке QF 2 pounder, а в более крупных калибрах была развита на немецком конкурсе 1942 года в ответ на требование ОКХ обеспечить круговой обстрел 105-мм гаубице. В 1953 году в СССР проходила испытания 100-мм противотанковая пушка на таком лафете, идентифицированная оружейным журналом «Калашников» как Д-60, но она не была принята на вооружение. Шестью годами позже испытывалась другая 100-мм ПТП на схожем лафете, идентифицированная журналом под тем же названием, которая была конструкивно крайне близка более поздней Д-30 — главный редактор журнала даже предполагает, что они могли составлять дуплекс.
Гаубица Д-30 появилась как замена дивизионной 122 мм гаубице М-30, разработанной ОКБ Мотовилихинского завода под руководством Фёдора Фёдоровича Петрова в 1938 году. Практика использования М-30 в годы Великой Отечественной войны выявила как положительные стороны орудия, так и недостатки. К недостаткам М-30 относились низкая кучность стрельбы и конструкция лафета, не позволявшая вести круговой обстрел.
Как и разработка М-30, проектирование её замены в конце 1950-х годов было доверено Фёдору Петрову, возглавлявшему ОКБ завода № 9. Первоначальная разработка получила название Д-30 (2А18). Главным отличием от орудий, состоявших ранее на вооружении Советской армии, стала установка орудия на лафет из трёх станин, которые расставлялись на угол 120°, что повышало устойчивость орудия при круговом обстреле. Также новшеством стало буксирование орудия вперёд стволом. Зацеп фаркопа тягача производился за шкворневую балку, прикреплённую к дульному тормозу на шарнире. При приведении орудия в боевое положение (к открытию огня), корпус орудия приподнимался домкратом с упором на грунт опорной плитой. Колёса на поворотных осях откидывались вверх.
Следующая модификация Д-30, появившаяся в 1978 году, получила обозначение Д-30А и отличалась жёсткой конструкцией шкворневой балки, являвшейся единым целым с дульным тормозом. В дульном тормозе вместо 5 пар больших щелей и 1 малой были использованы 2 камеры. На бронещитке было установлено электрооборудование для удобства транспортировки орудия в колонне (указатели поворота и габаритные огни).

## Предназначение

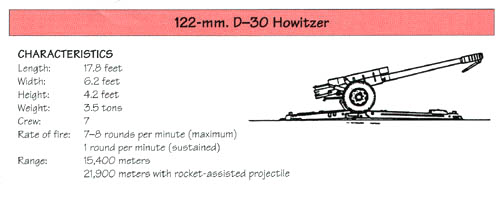
122-мм гаубица Д-30
- Стрельбы подразделений ВС РФ из Д-30А осенью 2022 года.

Гаубица калибром 122-мм Д-30А (2А18М) предназначена для выполнения следующих задач:
- уничтожения и подавления живой силы противника, открытой и находящейся в укрытиях полевого типа (в окопах, блиндажах, землянках)
- уничтожения и подавления огневых средств пехоты противника
- разрушения деревоземляных огневых точек и других сооружений полевого типа
- проделывания проходов в минных полях и проволочных заграждениях
- борьба с артиллерией, мотомеханизированными средствами и танками противника.

На вооружении 35 стран, без учёта стран СНГ, находится около 3600 орудий.
В гаубице применено раздельно-гильзовое заряжение.
Конструкция лафета гаубицы обеспечивает круговой обстрел при углах возвышения ствола от −5° до +18° и стрельбу при углах возвышения от −7° до +70°, когда казённая часть находится в секторах между смежными станинами.
Тяговое средство гаубицы — автомобиль ЗИЛ-131, ЗИЛ-157К или АТЛ. Наибольшая допустимая скорость по хорошим дорогам с асфальтовым или бетонным покрытием до 80 км/ч. Гаубица снаряжается также лыжной установкой для транспортирования по глубокому снежному покрову. Стрельба с лыжной установки невозможна.
В рамках учений «Центр-2019» была продемонстрирована возможность переброски гаубиц Д-30 при помощи вертолётов Ми-8.

## Основные технические данные Д-30А (2А18М)

### Баллистические
- Калибр: 122мм

Начальная скорость
- Начальная скорость осколочно-фугасного снаряда (заряд полный): 690 м/с
- Начальная скорость осколочно-фугасного снаряда (заряд уменьшенный переменный): 276—565 м/с
- Начальная скорость кумулятивного снаряда: 740 м/с
- Наибольшее давление пороховых газов: 250 МПа
- Наибольшая дальность стрельбы: 15,4 км
- Масса осколочно-фугасного снаряда: 21,76 кг
- Масса кумулятивного снаряда: 14,08 кг
- Масса заряда (полного): 3,8 кг

### Конструктивные
- Длина ствола с дульным тормозом (без шкворневой балки): 4,66 м (38клб)
- Длина ствола без дульного тормоза: 4,3 м (35клб)
- Длина нарезной части: 3,4 м
- Число нарезов: 36
- Наибольший угол возвышения: 70°
- Наименьший угол склонения: −7°
- Горизонтальный обстрел при угле возвышения ствола от −5° до 18°: 360°
- Горизонтальный обстрел при угле возвышения от +18° до 70° и при положении ствола между подвижными станинами: 66°
- Горизонтальный обстрел при угле возвышения от +18° до 70° и при положении ствола между неподвижными и подвижными станинами: ±29°
- Количество жидкости «ПОЖ-70» в тормозе откатных частей: 10,3 л
- Количество жидкости «ПОЖ-70» в накатнике: 9,75 л
- Количество жидкости «ПОЖ-70» в уравновешивающем механизме: 0.45 л
- Начальное давление в накатнике: 4.6 МПа - 4.8 МПа (46-48 Атмосфер)
- Нормальная длина отката: 0,74-0,93 м
- Давление в уравновешивающем механизме: 6МПа (60 Атмосфер)

### Габаритные
- Длина гаубицы в походном положении: 5,4 м
- Ширина гаубицы в походном положении: 2,2 м
- Высота гаубицы в походном положении (без учёта фонарей): 1,8 м
- Высота линии огня: 0,9 м
- Длина гаубицы в боевом положении при угле возвышения 0°: 7,8 м
- Расстояние между точками опоры лафета в боевом положении: 5,6 м
- Клиренс (минимальный): 0,325 м

### Массовые
- Гаубица в боевом положении: 3200 кг.
- Гаубица в походном положении: 3290 кг.
- Ствол: 1,05 т
- Затвор: 30 кг
- Качающая часть: 1,5 т
- Откатная часть: 1,23 т
- Люлька: 210 кг
- Тормоз откатных частей в собранном виде: 75 кг
- Верхний станок: 212 кг
- Нижний станок с неподвижной станиной: 318 кг
- Станины (две): 310 кг
- Накатник в собранном виде: 73 кг
- Колёса со ступицей: 148 кг
- Лыжная установка: 270 кг

### Эксплуатационные
- Скорострельность гаубицы: 6—8 выстр/мин
- Время перевода из походного положения в боевое: 1,5—2,5 мин
- Наибольшая скорость транспортировки: 60 км/ч

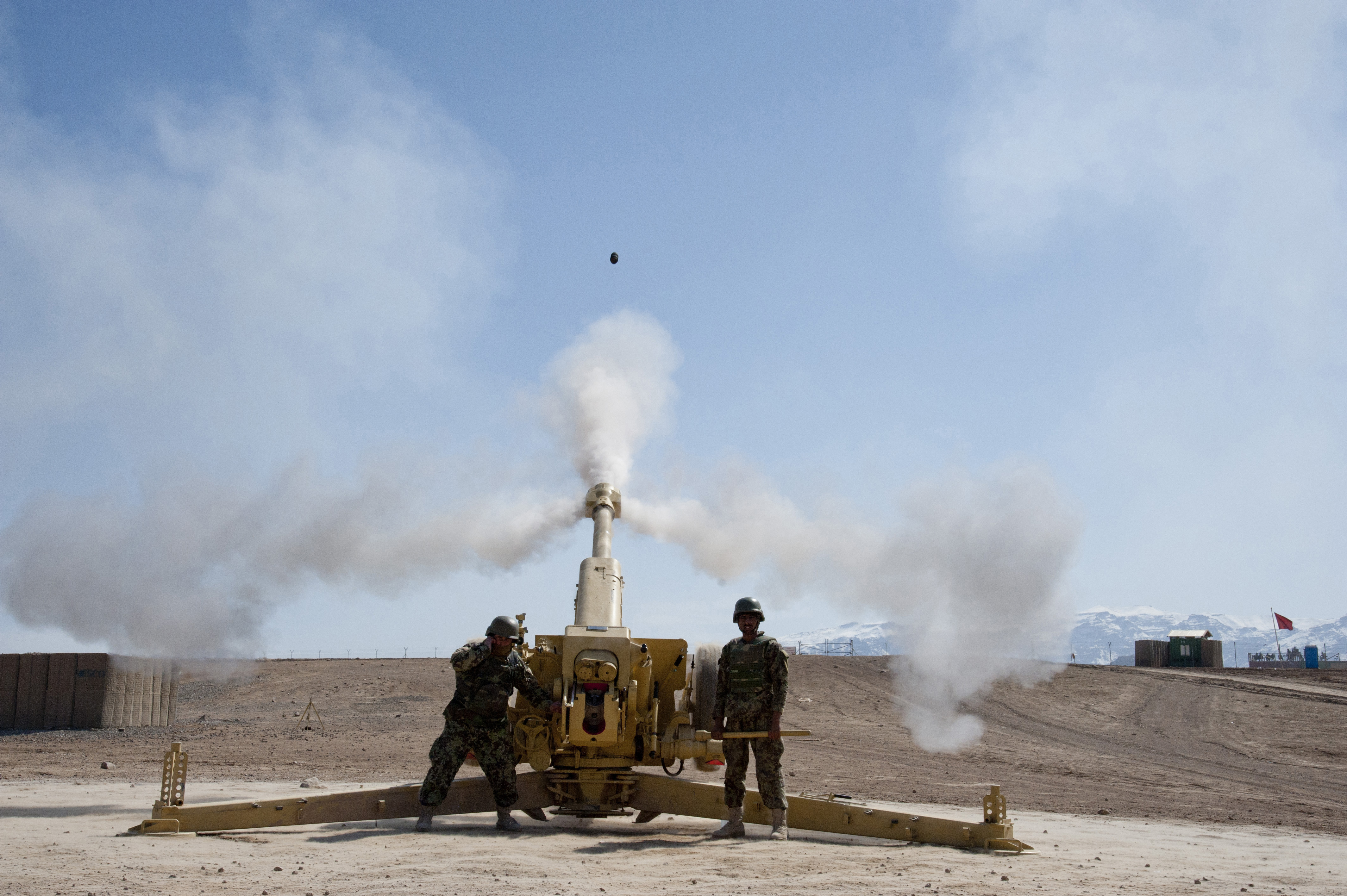
Орудийный расчёт Д-30А 4-й бригады 205-го корпуса Афганской национальной армии произвёл выстрел.
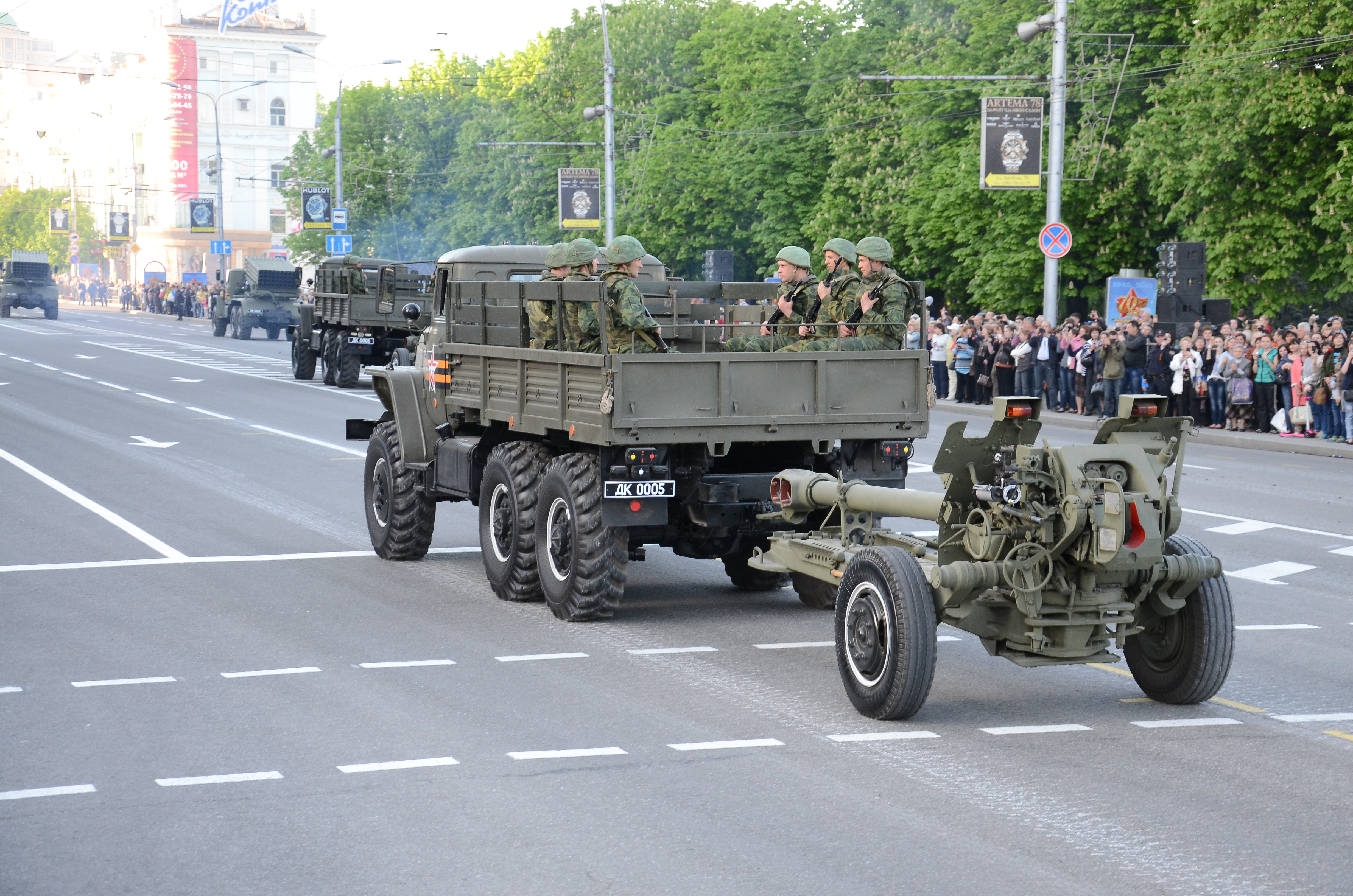
Положение Д-30А при буксировке. Репетиция парада НМ ДНР в Донецке.

## Устройство гаубицы
Гаубица состоит из ствола, противооткатных устройств, лафета и прицельных устройств. Ствол — из трубы, дульного тормоза, захватов, казённика и клинового затвора с вертикальным ходом. Противооткатные устройства состоят из гидропневматического накатника (46 атм) и гидравлического тормоза откатных частей. Лафет состоит из люльки, верхнего станка, нижнего станка, уравновешивающего механизма, приводов вертикальной и горизонтальной наводки, колёсного хода, механизмов подрессоривания, механизма крепления орудия по-походному. Прицельные устройства состоят из панорамного прицела ПГ-1 и телескопического прицела ОП-4М. Ствол, люлька, противооткатные устройства и прицельные устройства составляют качающую часть орудия, которая приводится во вращательное движение относительно оси цапф люльки ствола при наводке ствола в вертикальной плоскости. Качающая часть, верхний станок с боевым щитом и колёсным ходом, уравновешивающий механизм и привода наводки образуют вращающую часть, которая приводится во вращательное движение относительно оси боевого штыря верхнего станка при наводке ствола в горизонтальной плоскости. Нижний станок с тремя станинами и гидродомкратом (в ранней модификации механическим домкратом) образуют неподвижную при наводке ствола часть орудия. Домкрат используется для подъёма гаубицы для разведения и сведения станин из походного положения в боевое и обратно.

## Применение
Гаубица Д-30 в больших количествах состоит на вооружении во многих странах мира.
Она применялась и применяется во многих военных конфликтах.
Производилась, кроме СССР, в Ираке, Египте, Югославии и Китае.
На базе Д-30 создано несколько самоходных артиллерийских установок: 2С1 Гвоздика, Semser.
В Воздушно-десантных войсках гаубицу десантируют с воздуха на специальной платформе.
С 23 июня 2009 года две гаубицы (Д-30 1968 года выпуска и Д-30А 1978 года выпуска) используются для проведения традиционного полуденного выстрела в Санкт-Петербурге.
С 12 июня 2016 года две гаубицы, установленные на 33 причале ГВМБ Владивосток Краснознамённого Тихоокеанского флота используются для проведения традиционного полуденного выстрела во Владивостоке.
С ноября 2017 года 68 гаубиц Д-30 используются противолавинной службой Росгидромета.

## Место в организационно-штатной структуре

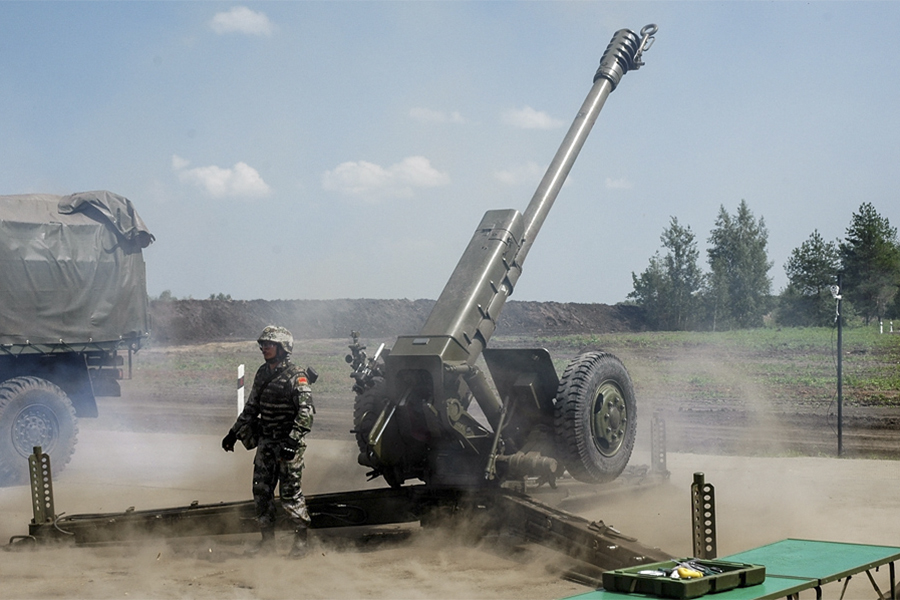
1-й этап конкурса «Мастер-оружейник»

### ВС СССР
В мотострелковых и танковых дивизиях ВС СССР гаубица Д-30А являлась штатным орудием как полковой, так и дивизионной артиллерии.
В зависимости от типа полка (мотострелковый или танковый) в его артиллерийском дивизионе могло быть от 2 до 3 гаубичных батарей по 6 орудий в каждой. В артиллерийском полку мотострелковой дивизии, в зависимости от принадлежности к военному округу или группе войск, могло быть до 2 гаубичных артиллерийских дивизионов по 18 орудий в каждом.
В десантно-штурмовых бригадах в составе сухопутных войск, штатный артиллерийский дивизион состоял из 3 гаубичных батарей по 4 единицы Д-30А в каждой.
В артиллерийских полках в составе воздушно-десантных дивизий с 70-х годов, 1 из 3 штатных дивизионов имел на своём вооружении 12 единиц Д-30А в 2 гаубичных батареях.

### ВС РФ
В феврале 2013 года Министр обороны РФ С. К. Шойгу распорядился снять с вооружения и передать на базы хранения до конца 2013 года гаубицы Д-30А, находящиеся в Сухопутных войсках. Взамен войска получат буксируемые гаубицы «Мста-Б» или самоходные артустановки «Акация» калибра 152 мм. Согласно распоряжению Д-30А должны были остаться только на вооружении Воздушно-десантных войск и 56-й десантно-штурмовой бригады Южного военного округа. Но тем не менее, гаубица продолжала использоваться на 7-й военной базе в Абхазии и в новосозданную в 2016 году 30-ю мотострелковую бригаду был включён дивизион гаубиц.

## Модификации

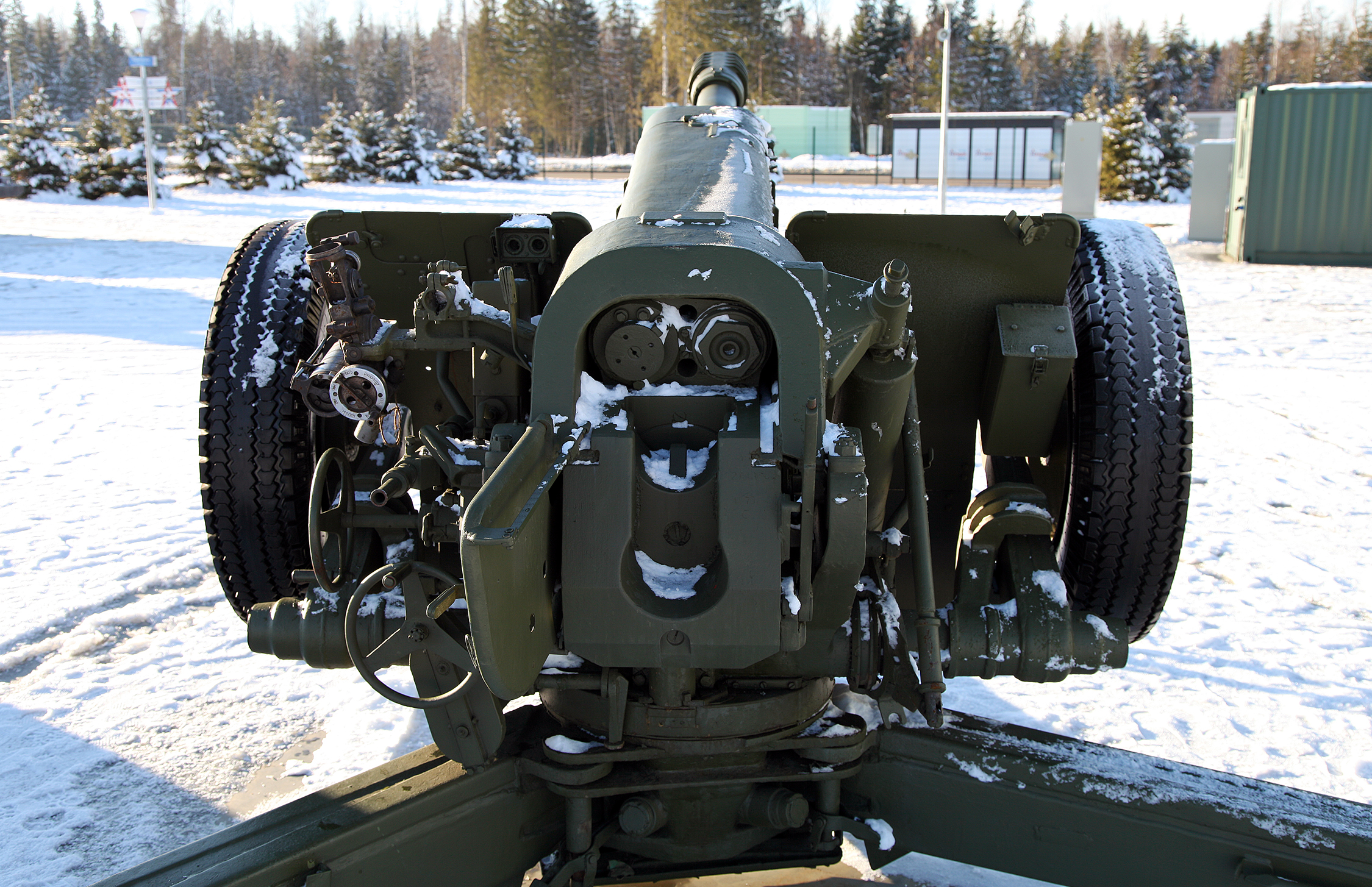
Д-30 в парке «Патриот».

- Д-30 — на первых выпусках механический домкрат для вывешивания колёс с двумя ручками для двух номеров расчёта, опорная плита домкрата круглая, на более поздних выпусках домкрат заменён на более совершенный — гидравлический, управляемый одним номером расчёта, опорная плита домкрата прямоугольная, шины заполнены резиновыми жгутами, вследствие чего максимальная скорость буксировки ограничена 40 км/ч.
- Д-30А (2А18М) — двухкамерный дульный тормоз вместо щелевого, более развитые прямоугольные комбинированные фонари стоп-сигналов и габаритных огней, выступающие над орудийным щитком, пневматические шины, допускающие буксировку со скоростью более 40 км/ч;
- 2А18М-1 — добавлен досылатель;
- Д-30J — югославская модификация;
- «Саддам» — иракское обозначение закупленных в Югославии Д-30А;
  - «Аль-Таади» — иракская нелицензионная копия Д-30А;
- Type 96 — китайская версия;
- D-30M — египетское обозначение построенных по лицензии Д-30А;
- HM-40 — созданная методом обратного инженеринга иранская модификация Д-30А. На экспорт поставляется как D30I;
- «Халифа» — суданская версия;[17]
- Semser — израильская модификация САУ, представляющая Д-30 на шасси КАМАЗ-63502 для ВС Казахстана.
- «Халифа-1» — суданская модификация САУ, представляющая Д-30 на шасси КАМАЗ-43118[18]

## На вооружении

### Современные операторы
- Алжир — 160 Д-30, по состоянию на 2025 год[19]
- Ангола — 523 Д-30, по состоянию на 2025 год[19]
- Армения — 60 Д-30, по состоянию на 2025 год[19]
- Азербайджан — 462 Д-30, по состоянию на 2025 год[19]
- Афганистан — некоторое количество Д-30, по состоянию на 2025 год.[19] Всего поставлено 612.[20]
- Бангладеш — 54 Тип-96(Д-30), по состоянию на 2025 год[19]
- Белоруссия  — 24 Д-30, по состоянию на 2025 год[19]
- Босния и Герцеговина — 100 Д-30, по состоянию на 2025 год[19]
- Бурунди — 18 Д-30, по состоянию на 2025 год[19]
- Вьетнам — некоторое количество Д-30, по состоянию на 2025 год[19]. Всего поставлено 50 Д-30.[20]
- Гана — 6 Д-30, по состоянию на 2025 год[19]
- Гвинея-Бисау — всего 18 Д-30 и М-30, по состоянию на 2025 год[19]. Всего поставлено 9 Д-30.[20]
- Грузия — 58 Д-30, по состоянию на 2025 год[19]
- Джибути — 9 Д-30, по состоянию на 2025 год[19]
- ДРК — всего 77 М-30/Тип 60(Д-74) и Д-30, по состоянию на 2025 год[19]. Всего поставлено 46 Д-30[20]
- Египет — 190 Д-30М и ещё более 124 САУ местной постройки с Д-30, по состоянию на 2025 год[19]
- Замбия — 25 Д-30, по состоянию на 2025 год[19]
- Зимбабве — 4 Д-30, по состоянию на 2025 год[19]
- Индия — 520 Д-30, по состоянию на 2025 год[19]
- Иран — 540 Д-30, по состоянию на 2025 год[19]
- Йемен — некоторое количество Д-30, по состоянию на 2024 год[21]. Всего поставлено 78 Д-30.[20]
- Казахстан — 100 Д-30 в строю, еще около 250 на хранении, по состоянию на 2025 год[22]
- Камбоджа — некоторое количество Д-30, по состоянию на 2025 год[19]. Всего поставлено 13 Д-30.[20]
- КНДР —  некоторое количество Д-30, по состоянию на 2025 год[19]. Всего поставлено 200 Д-30.[20]
- КНР — 3000 Тип-54-1(M-30)/Тип-83/Тип-60 (Д-74)/Тип-96(Д-30) на хранении, по состоянию на 2025 год[19]
  - СВ — 300 Тип-96(Д-30), по состоянию на 2025 год[19]
  - Десантные войска — около 54 Тип-96(Д-30), по состоянию на 2025 год[19]
- Республика Конго — 10 Д-30, по состоянию на 2025 год[19]
- Куба — некоторое количество Д-30, по состоянию на 2025 год[19]. Всего поставлено 150 Д-30.[20]
- Кыргызстан — 72 Д-30, по состоянию на 2025 год[19]
- Лаос — 20 Д-30 и М-30, по состоянию на 2025 год[19]. Всего поставлено 20 Д-30.[20]
- Ливан — более 9 Д-30, по состоянию на 2025 год[19]
- Ливия — всего поставлено 120 Д-30[20]
  - ПНС — некоторое количество Д-30, по состоянию на 2025 год[19]
  - ЛНА — некоторое количество Д-30, по состоянию на 2025 год[19]
- Мавритания — 20 Д-30, по состоянию на 2025 год[19]
- Мадагаскар — 12 Д-30, по состоянию на 2025 год[19]
- Мали — некоторое количество Д-30, по состоянию на 2025 год[19]. Всего поставлено 8 Д-30[20]
- Мозамбик — 12 Д-30, по состоянию на 2025 год[19]
- Монголия — некоторое количество Д-30, по состоянию на 2025 год[19]. Всего поставлено 50 Д-30.[20]
- Мьянма — 100 Д-30, по состоянию на 2025 год[19]
- Нигерия — 48 Д-30 и Д-74, по состоянию на 2025 год[19]. Всего поставлено 108 Д-30.[20]
- Никарагуа — 12 Д-30, по состоянию на 2025 год[19]
- Оман  — 30 Д-30, по состоянию на 2025 год[19]
- Пакистан — 80 Тип-96(Д-30), по состоянию на 2025 год[19]
- Перу — более 36 Д-30, по состоянию на 2025 год[19]
- Россия — более 1000 Д-30 на хранении, по состоянию на 2025 год[19]
  - Сухопутные войска — 200 Д-30, по состоянию на 2025 год[19]
  - ВДВ — 100 Д-30, по состоянию на 2025 год[19]
  - Морская пехота — 30 Д-30, по состоянию на 2025 год[19]
  - Росгвардия  — 20 Д-30, по состоянию на 2025 год[19]
- Руанда — 6 Д-30, по состоянию на 2025 год[19]
- Сербия — 78 Д-30, по состоянию на 2025 год[19]
- Сирия — некоторое количество Д-30, по состоянию на 2025 год[19]. Всего поставлено 300 Д-30.[20]
- Судан — некоторое количество Д-30, по состоянию на 2025 год[19]. Всего поставлено 87 Д-30.[20]
- Сьерра-Леоне — 6 Тип-96(Д-30), по состоянию на 2025 год[19]
- Таджикистан — 13 Д-30, по состоянию на 2025 год[19]
- Танзания — 20 Д-30, по состоянию на 2025 год[19]
- Туркменистан — 350 Д-30, по состоянию на 2025 год[19]
- Узбекистан — 60 Д-30, по состоянию на 2025 год[19]
- Украина
  - Сухопутные войска — 60 Д-30, по состоянию на 2025 год[19]
  - Десантно-штурмовые войска  — некоторое количество Д-30, по состоянию на 2025 год[19]
  - Национальная гвардия — некоторое количество Д-30, по состоянию на 2025 год[19]
- Финляндия — 474 Д-30, по состоянию на 2025 год[19]
- Хорватия — 27 Д-30, по состоянию на 2025 год[19]
- Черногория — 12 Д-30, по состоянию на 2025 год[19]
- Эритрея — некоторое количество Д-30, по состоянию на 2025 год[19]. Всего в Эфиопию было поставлено 210 Д-30 до провозглашения независимости Эритреи.[20] Некоторая часть захвачена Эритреей.
- Эфиопия — около 200 Д-30 и М-30, по состоянию на 2025 год и еще некоторое количество САУ с Д-30 на шасси бронетранспортера Тип 92[19]. Всего поставлено 683 Д-30.[20]

### Бывшие операторы
- Гайана — всего поставлено 12 Д-30.[20] Списаны.[22]
- ГДР — всего поставлено 395 Д-30.[20] Перешли к Германии.
- Германия — 395 Д-30 унаследовано от ГДР. 218 продано в Финляндию, остальные утилизированы.[20]
- Ирак — всего поставлено 866 Д-30.[20] Списаны или потеряны.[22]
- Марокко — всего поставлено 10 Д-30.[20] Списаны.[22]
- Сейшельские Острова — всего поставлено 3 Д-30.[20] Проданы Камбодже.[20]
- Сомали — всего поставлено 10 Д-30.[20] Списаны или потеряны.[22]
- СССР — Перешли к образовавшимся после распада государствам.
  -  Молдова — всего поставлено 18 Д-30.[20] Списаны.[22]
- Уганда — всего поставлено 17 Д-30.[20] Списаны.[22]
- Чехословакия — всего поставлено 210 Д-30.[20] Перешли к образовавшимся после распада государствам.
  -  Словакия — унаследованы от Чехословакии. 24 продано в Афганистан, остальные утилизированы.[20]
  -  Чехия — унаследованы от Чехословакии. 36 продано в Грузию, 17 в Уганду и 6 в Перу, остальные утилизированы.[20]
- Эстония — 40 Д-30, передала все гаубицы Украине.[20][23]
- Югославия — всего поставлено 600 Д-30.[20] Перешли к образовавшимся после распада государствам.
- Южный Йемен — всего поставлено 72 Д-30.[20] Перешли к Йемену.

## Где можно увидеть
- Россия
  - Музей отечественной военной истории в деревне Падиково Истринского района Московской области;
  - в Москве на пересечении улиц Лескова и Плещеева[24];
  - Музей военной техники УГМК в Верхней Пышме Свердловской области[25];
  - два орудия установлены на 33 причале г.Владивостока - с 12 июня 2016 года из них производится традиционный полуденный выстрел[26].
  - НПО «Курганприбор» в Кургане, Курганская область
  - Анапа. Сквер военной техники. https://yandex.ru/maps/org/skver_voyennoy_tekhniki/222761078628?si=c99kwkvtf8vu9mce0rwz6td4bc
- Азербайджан
  - Парк военных трофеев в Баку[27].

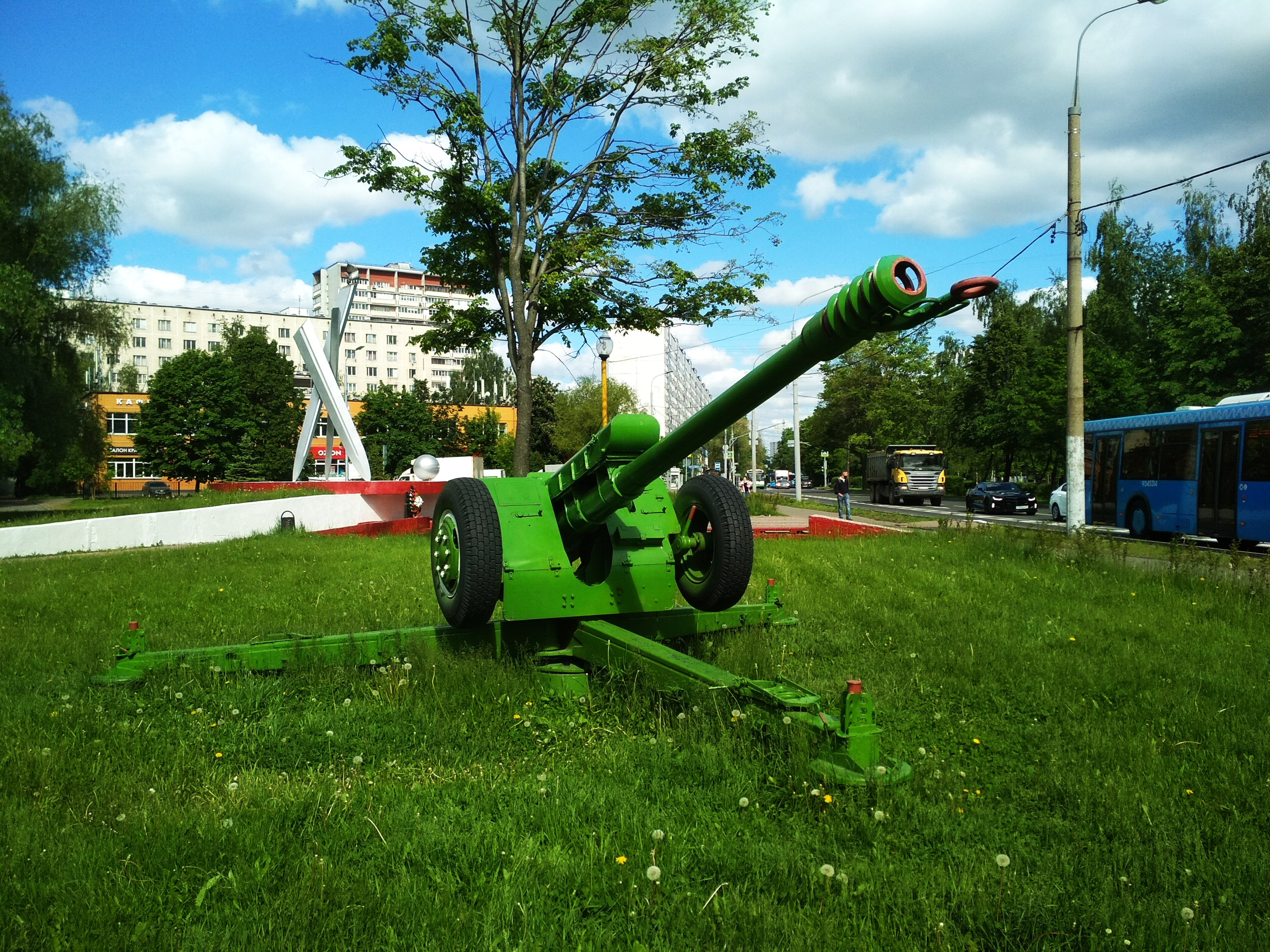
Гаубица на перекрёстке улиц Лескова и Плещеева в Москве
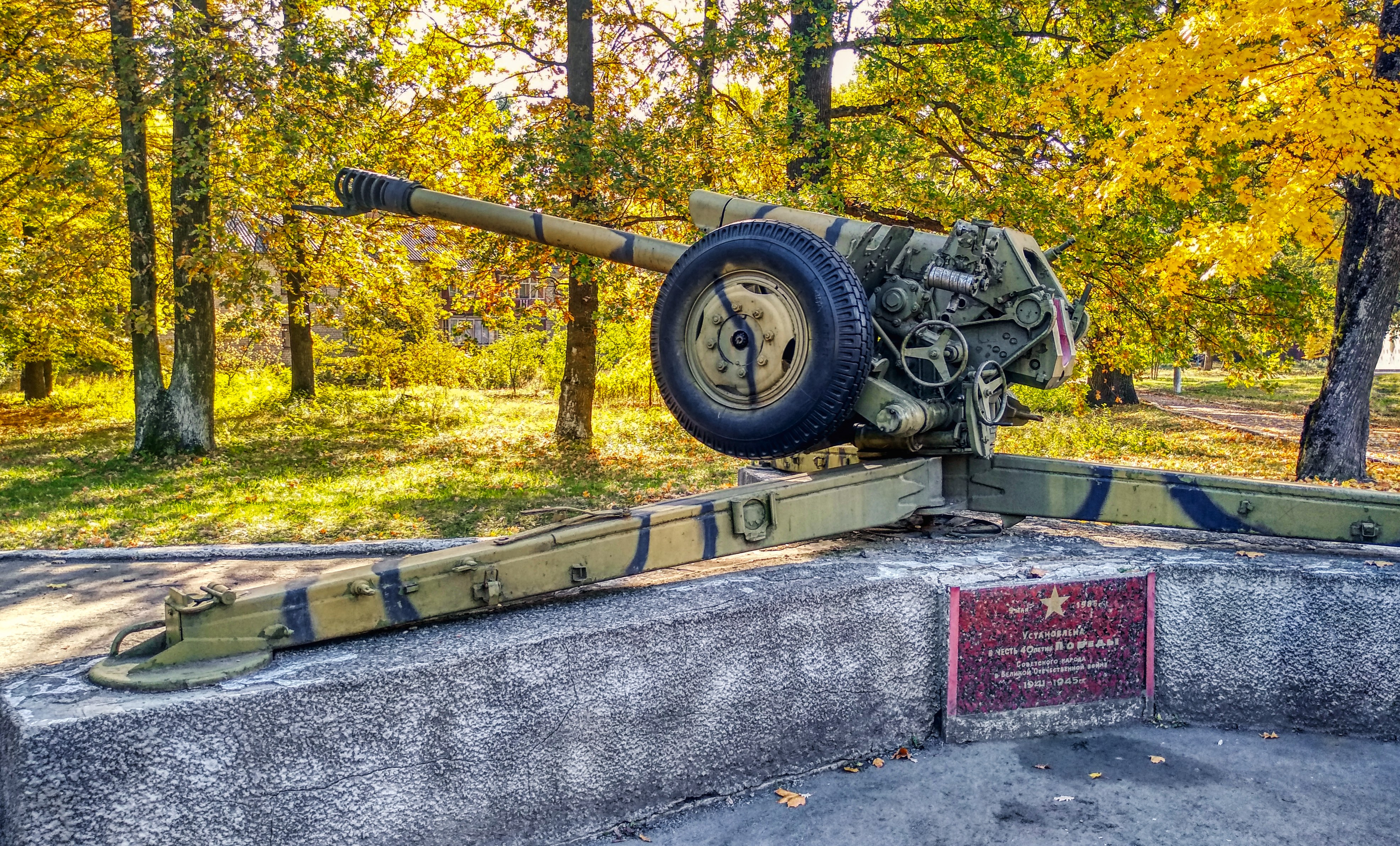
Памятник в память 40-летия годовщины победы советского народа в ВОВ в селе Богдановка.

## Фотогалерея Д-30А подготовленной для парашютной выброски

Гаубица Д-30А подготовленная к десантированию на парашютной грузовой платформе П-7 с МКС-5-128Р (многокупольная парашютная система)
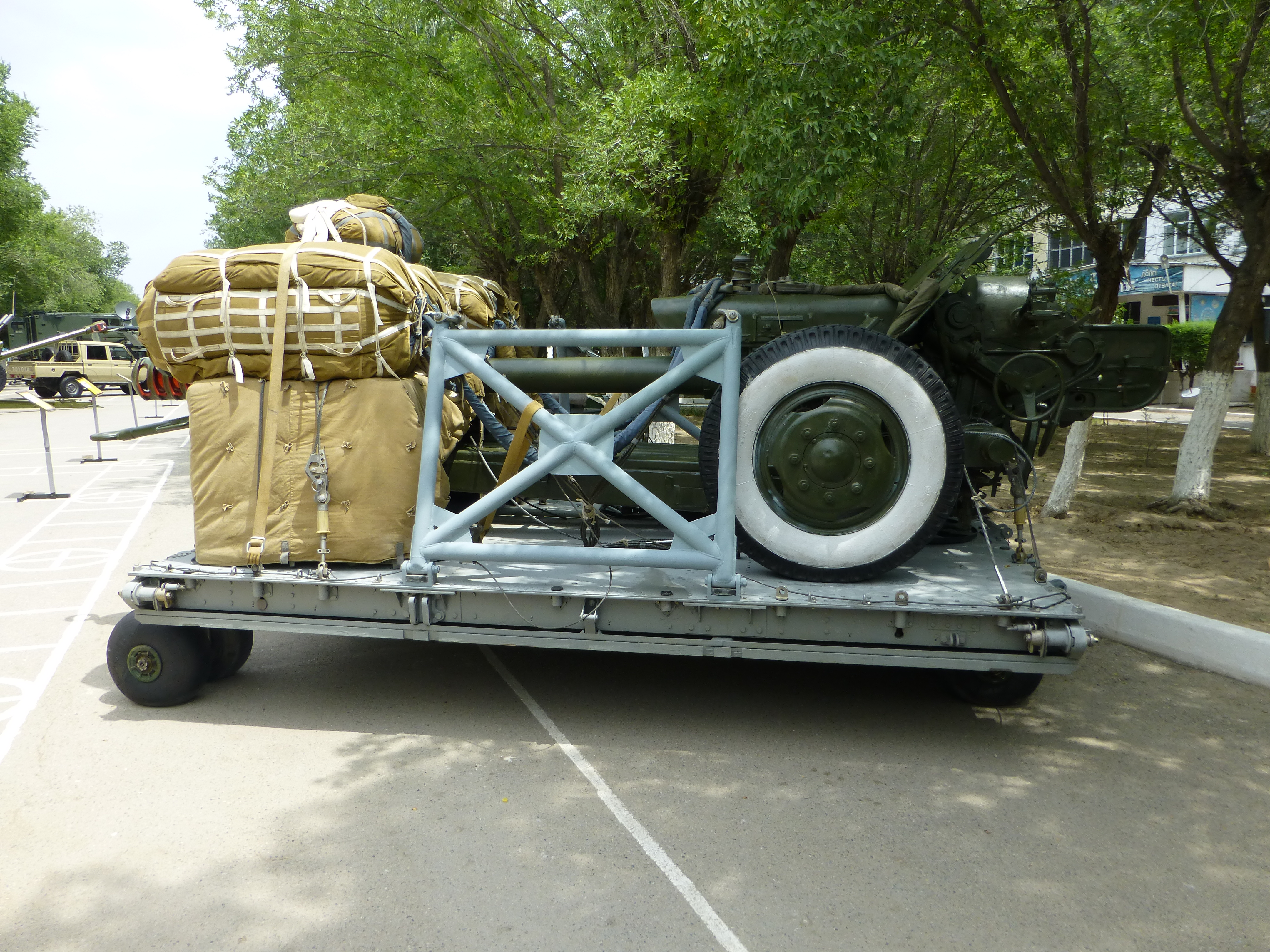
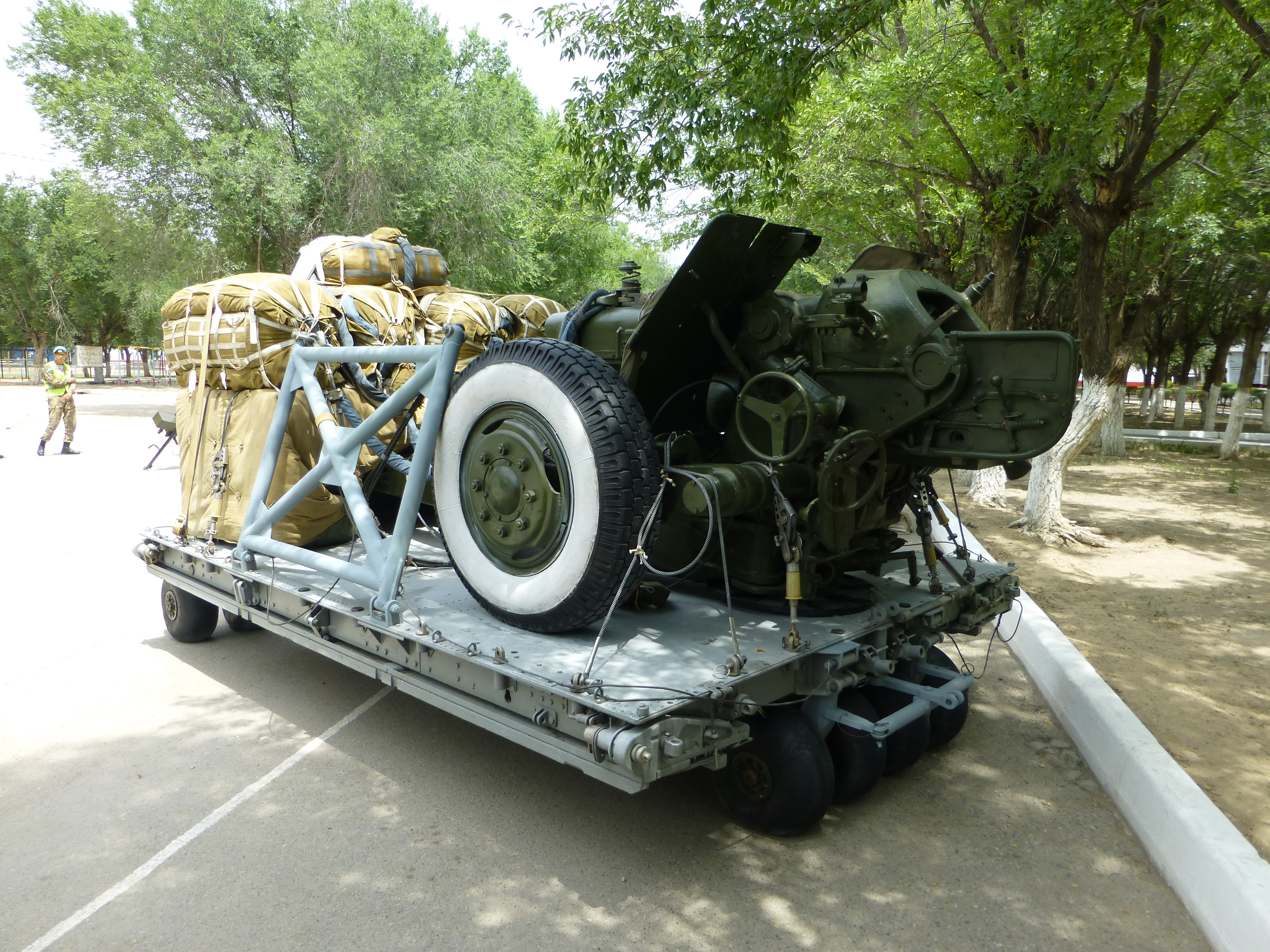
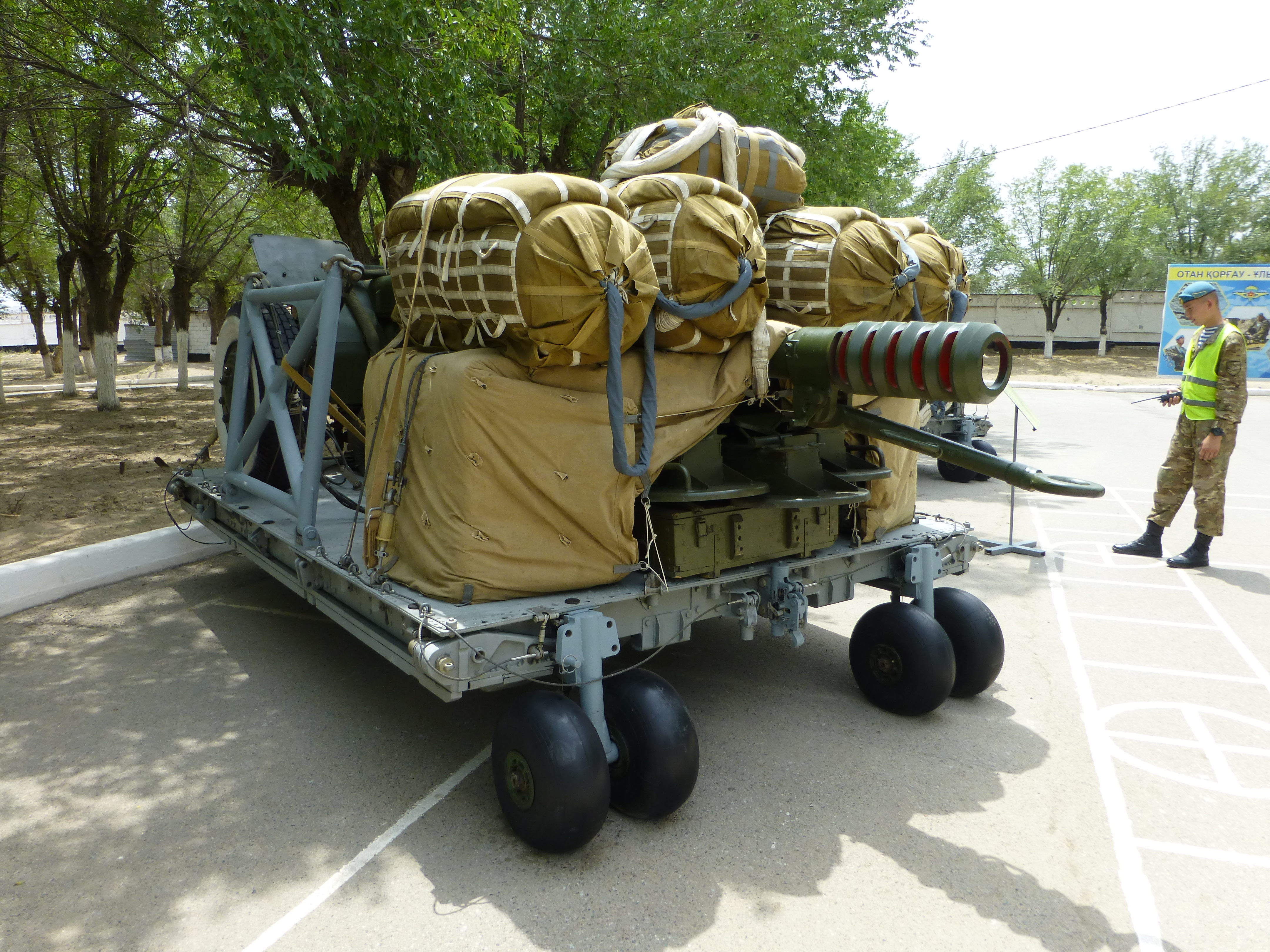
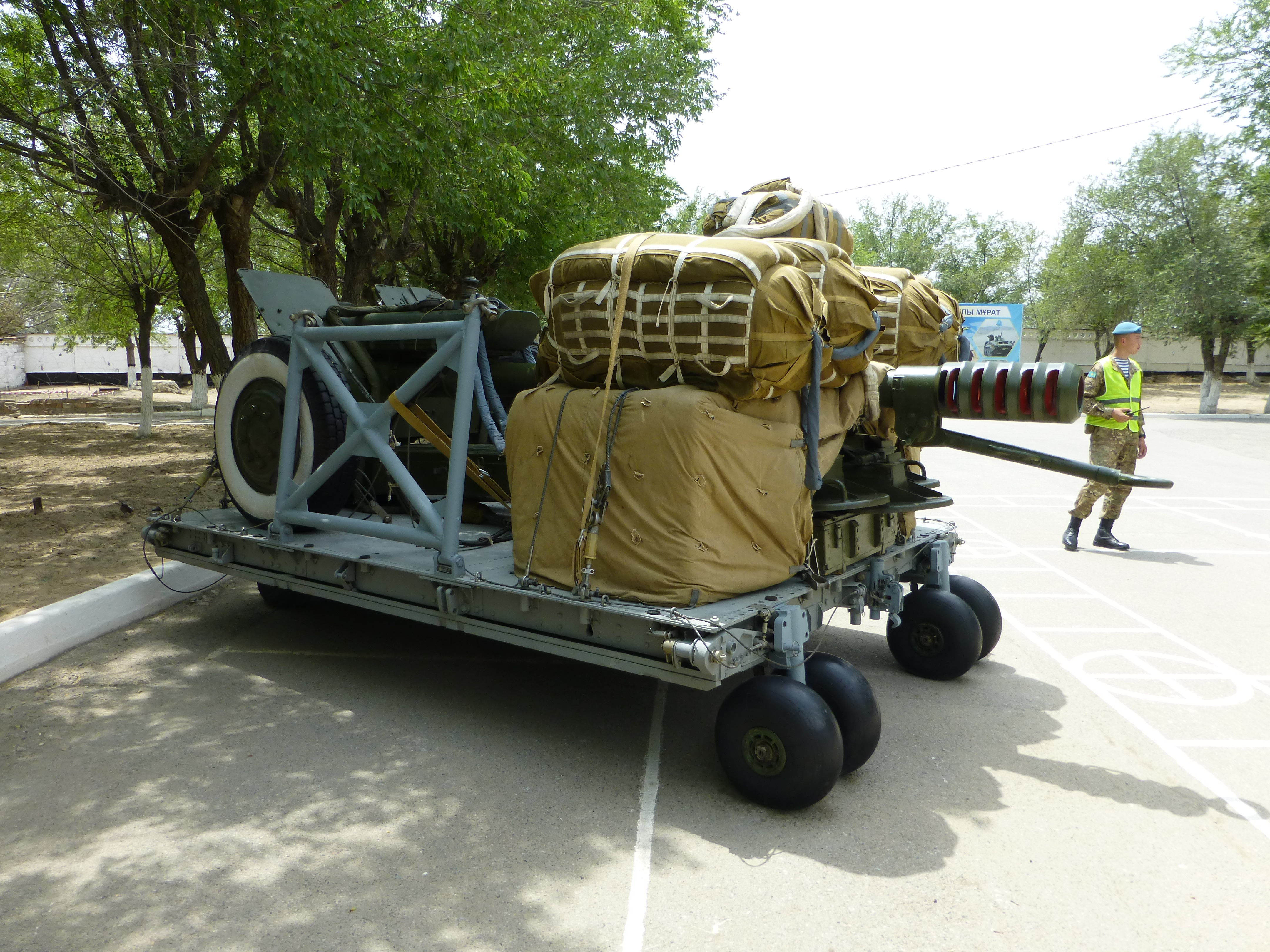